# Teoria geocèntrica

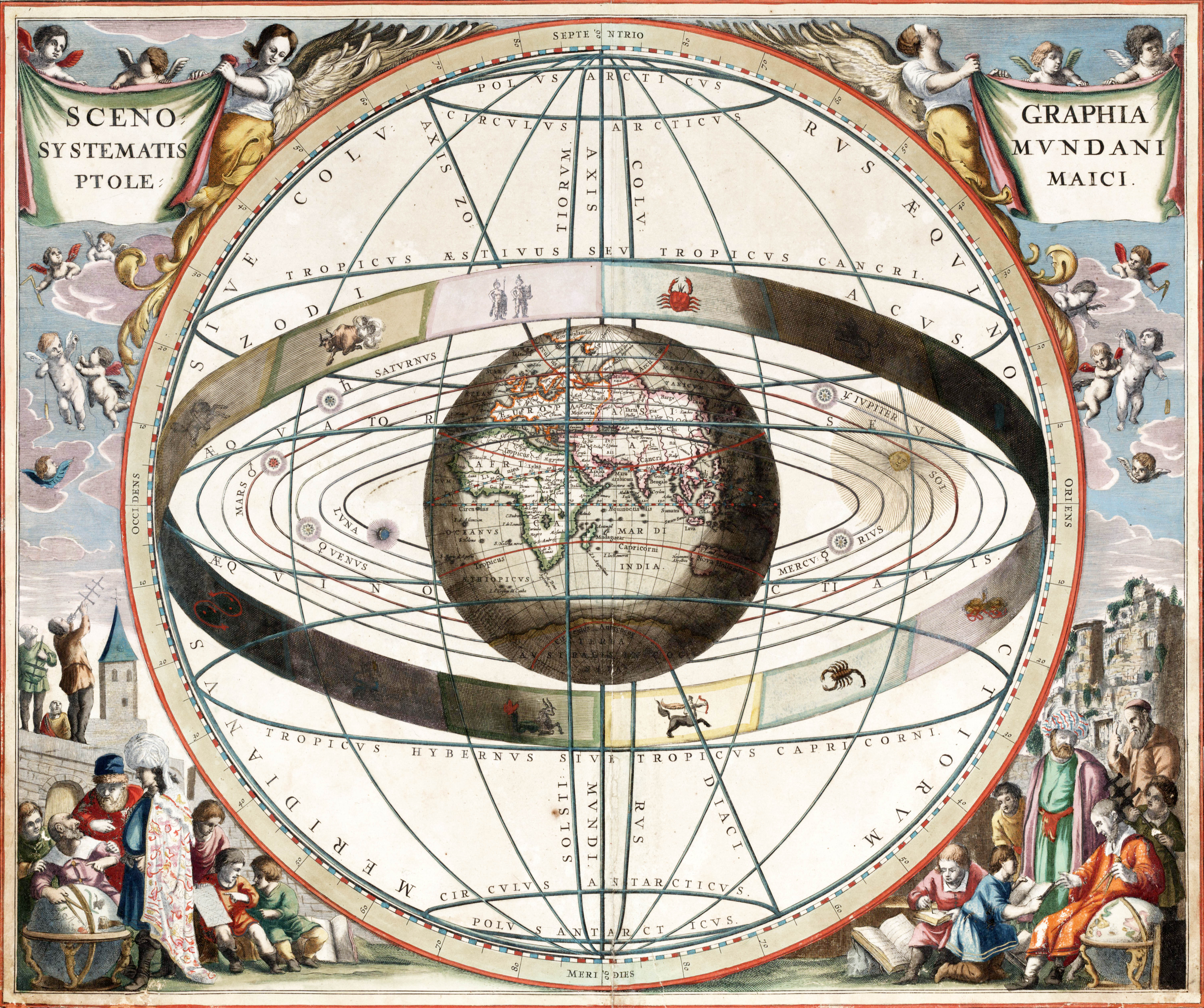
Il·lustració de 1660-1661 de Johannes van Loon dels signes del zodíac i el sistema solar amb la Terra al seu centre (National Library of Australia, Canberra, Austràlia)

En astronomia, la teoria geocèntrica (del grec γεοκεντρικό, geokentrikó, centrat en la Terra) és aquella que col·loca el planeta Terra immòbil en el centre de l'univers, i la resta dels planetes, el Sol i les estrelles giren al seu voltant. Aquesta creença fou habitual en la Grècia antiga i a la Xina, i va sobreviure fins al començament de l'edat moderna; a partir de finals del segle xvi fou substituït gradualment pel model heliocèntric. Avui dia, la cosmologia geocèntrica sobreviu com a element literari dins la ciència-ficció.
La teoria va ser formulada per Aristòtil al segle iv aC i completada per Claudi Ptolemeu el segle ii. Normalment, els filòsofs grecs i medievals combinaven el model geocèntric amb una Terra esfèrica, diferent al model d'una Terra plana relacionat amb altres mitologies. Es creia també que el moviment dels planetes era circular i no el·líptic, una visió que no es posaria en dubte en la cultura occidental fins al segle xvii.

## Grècia clàssica
El model geocèntric formà part de l'astronomia i filosofia gregues des de molt aviat, i apareix ja a la filosofia presocràtica; dos fenòmens, fàcilment observables, semblava que donaven suport a la idea que la Terra era al centre de l'univers. El primer és que el Sol, les estrelles i els planetes semblen girar al voltant de la Terra, els de més al nord de manera contínua i els propers a l'Equador sortint i posant-se cada dia. El segon, la percepció habitual que la Terra és sòlida i estable, i que no es mou sinó que roman immòbil.
El segle VI aC, Anaximandre de Milet proposà una cosmologia en què la Terra es configurava com un cilindre situat a la part superior del centre de tot. El Sol, la Lluna i els planetes eren forats en rodes invisibles que envoltaven la Terra; a través dels forats, els éssers humans podien veure el foc que s'hi amagava al darrere. Aproximadament en la mateixa època, i a partir de l'observació dels eclipsis, els pitagòrics deduïren que la Terra era una esfera, però que no es trobava al centre sinó que es movia al voltant d'un foc invisible. Més endavant, aquestes dues visions es van combinar, i a partir del segle iv aC els grecs més cultivats pensaven que la Terra era una esfera al centre de l'univers.
El segle v aC, dos influents filòsofs grecs, Plató i el seu deixeble Aristòtil, van realitzar escrits basats en el model geocèntric. Segons Plató, la Terra era una esfera, immòbil al centre de l'univers, i les estrelles i planetes es trobaven al seu voltant en esferes o cercles, seguint l'ordre següent (de dins cap enfora): Lluna, Sol, Venus, Mercuri, Mart, Júpiter, Saturn i estrelles fixes. Al Mite d'Er, part de La República, Plató descriu el cosmos com l"Eix de la necessitat", servit per les Sirenes i les tres Moires. Èudox de Cnidos, que va treballar amb Plató, va desenvolupar una explicació menys mítica i més matemàtica del moviment dels planetes, basant-se en l'afirmació de Plató que tots els fenòmens celestes poden explicar-se amb un moviment circular uniforme. Aristòtil va aprofundir en el sistema d'Èudox: la Terra esfèrica és al centre de l'univers, i tots els cossos celestes estan encastats a 56 esferes concèntriques (el nombre és tan alt perquè calen diverses esferes transparents per a cada planeta) que giren al voltant de la Terra. La Lluna, en trobar-se a l'esfera més interior, entra en contacte amb el regne de la Terra i n'és contaminada, cosa que causa les taques fosques i les fases lunars; així, no és perfecta com els altres cossos celestes, que brillen amb llum pròpia.
La creença en el model geocèntric es fonamentava en gran part en diverses observacions importants. D'entrada, si la Terra es mogués realment, caldria ser possible observar el canvi de posició de les estrelles fixes degut a la paral·laxi, és a dir, que les formes de les constel·lacions haurien de canviar considerablement durant l'any, tret que les estrelles es trobessin tan allunyades que el seu canvi de posició fos indetectable. La paral·laxi estel·lar no fou detectada fins al segle xix, ja que les estrelles efectivament es troben tan lluny de la Terra que l'efecte és extremadament petit, de manera que els grecs van decantar-se per l'explicació més senzilla: la Terra no es movia, i la manca de paral·laxi fou considerat una flaca bàsica de qualsevol teoria no geocèntrica.
D'altra banda, Venus mostra poques variacions de brillantor, i d'aquí es deduïa que es trobava sempre a la mateixa distància de la Terra, fet que s'explica millor amb un model geocèntric que amb un d'heliocèntric, però que en realitat és a causa del fet que la pèrdua de lluminositat produïda per les seves fases queda compensada per l'augment de la seva mida aparent a causa de la seva distància variable a la Terra.
Un altre suport a la teoria era la idea, plantejada per Aristòtil, que l'estat natural dels objectes pesants, com és la Terra, és el repòs, i que per a desplaçar-los cal alguna mena de força. Alguns creien també que la rotació de la Terra sobre el seu eix farien que l'atmosfera, i els objectes que s'hi trobaven, com ara els núvols i els ocells, es quedarien enrere.
Tanmateix, un dels problemes principals dels models d'Èudox i d'Aristòtil, basats en esferes concèntriques, era que no podien explicar els canvis en la brillantor dels planetes, causats per la seva distància variable.

## Sistema ptolemaic

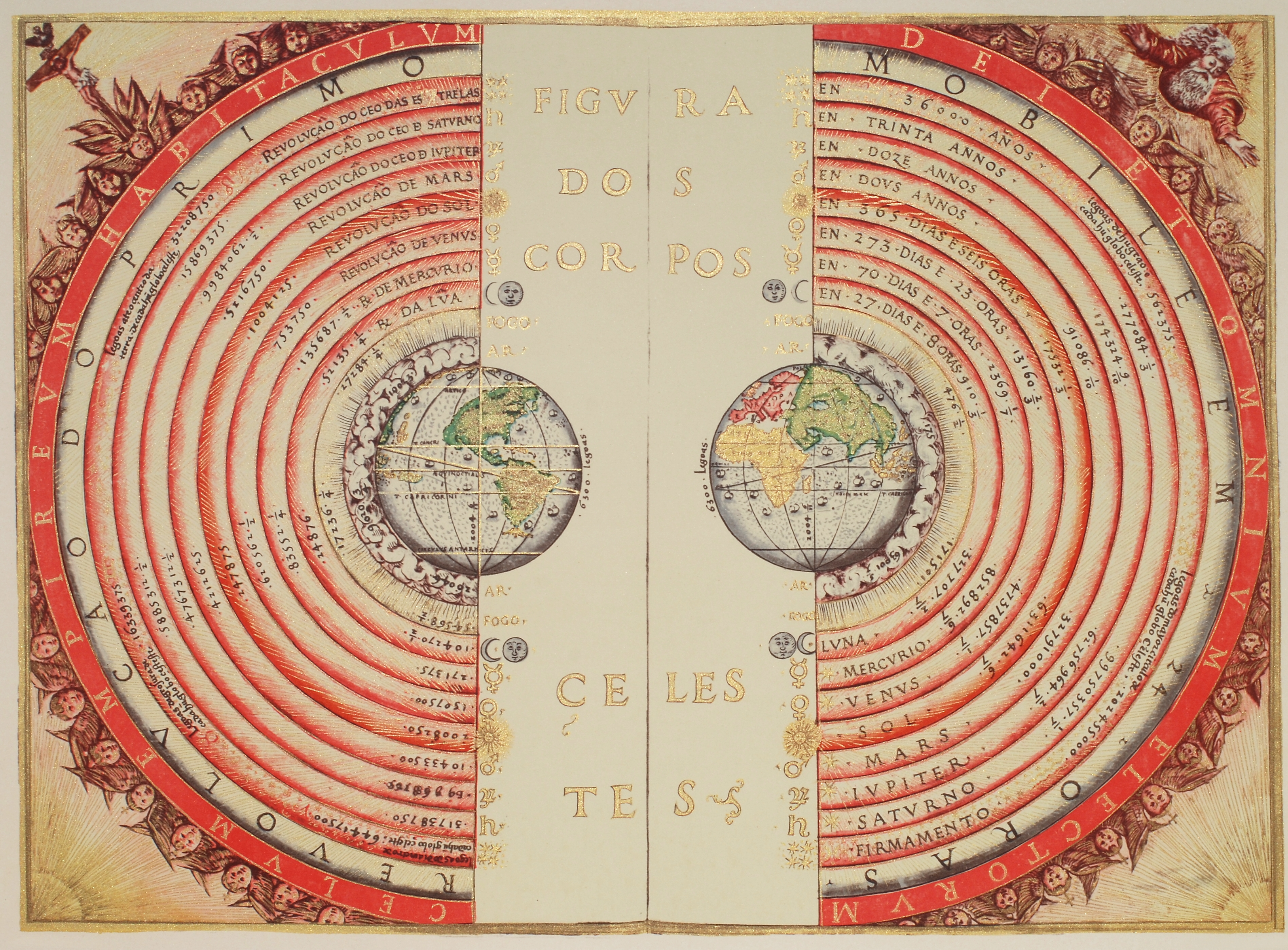
Representació dels cossos celestes, il·lustració de 1568 del sistema geocèntric ptolemaic del cosmògraf i cartògraf portuguès Bartolomeu Velho (Bibliothèque nationale de France, París)

Tot i que els principis del geocentrisme grec van ser establerts per Aristòtil, el seu sistema no es va considerar com a estàndard, a diferència del de Claudi Ptolemeu, desenvolupat el segle ii. La seva principal obra astronòmica, l'Almagest, fou la culminació de segles de treball d'astrònoms hel·lènics i babilonis, i, durant més d'un mil·lenni, els astrònoms europeus i de l'islam l'acceptaren com a model cosmològic correcte. És a causa de la seva influència que el sistema ptolemaic s'identifica de vegades com a sinònim del model geocèntric.
Ptolemeu afirmava que la terra era al centre de l'Univers, a partir de la simple observació que, en tot moment, la meitat de les estrelles es trobaven sobre l'horitzó i l'altra meitat per sota d'ell, i de la creença que totes elles es trobaven a la mateixa distància del centre de l'univers. Si la Terra estigués gaire desplaçada del centre, la divisió entre les estrelles visibles i les no visibles no seria idèntica.

El planeta es mou sobre l'epicicle (línia de punts petita), que al seu torn es mou sobre el deferent (línia de punts gran). El centre del deferent és X, però el moviment angular de l'epicicle és uniforme només respecte al punt •, que és l'equant

En el sistema ptolemaic, cada planeta és mogut per cinc o més esferes; una d'elles n'és el deferent, un cercle el centre del qual és un punt situat entre l'equant i la Terra. Una altra esfera és l'epicicle, ancorat en el deferent, i en què el planeta està ancorat. El deferent gira al voltant de la Terra, mentre que l'epicicle gira dins el deferent, fent que el planeta es mogui més lluny o més a prop de la Terra en diferents punts de la seva òrbita, i fins i tot pugui alentir-se, aturar-se i retrocedir (moviment retrògrad). Els epicicles de Venus i Mercuri estan sempre centrats en una línia entre la Terra i el Sol (amb Mercuri més a prop de la Terra), cosa que explica per què són sempre tan propers en el cel.
L'ordre ptolemaic de les esferes, a partir de la Terra, és el següent:
1. Lluna
2. Mercuri
3. Venus
4. Sol
5. Mart
6. Júpiter
7. Saturn
8. Estrelles fixes

El model deferent-epicicle havia estat utilitzat pels astrònoms grecs durant segles, com també la idea de l'"excèntric" (un deferent lleugerament descentrat respecte a la Terra). A la il·lustració, el centre del deferent no és la Terra sinó X, convertint-lo en excèntric. Malauradament, el sistema disponible a l'època de Ptolemeu no concordava completament amb les observacions, tot i que es considerava una millora considerable respecte al sistema d'Aristòtil. De vegades, la mida d'un bucle retrògrad d'un planeta (especialment el de Mart) era més petit, i altres vegades més gran, i va ser això el que va impulsar la idea dels equants. L'equant era un punt, proper al centre de l'òrbita del planeta, des del qual a un observador li semblaria que el centre de l'epicicle del planeta es movia sempre a la mateixa velocitat. Per tant, el planeta es movia realment a velocitats diferents quan l'epicicle era a punts diferents del seu diferent. En utilitzar l'equant, Ptolemeu afirmava mantenir el moviment uniforme i circular, però a molts no els agradava perquè no creien en la teoria del moviment circular uniforme de Plató. Finalment, el sistema resultant que fou àmpliament acceptat a Occident fou un de poc manejable per a ulls moderns: cada planeta necessitava un epicicle que orbitava a un deferent i desplaçat a un equant diferent per a cada planeta. Tanmateix, predeia diversos moviments celestes, incloent el començament i final dels moviments retrògrads, amb força exactitud per a l'època.

## Geocentrisme i sistemes rivals
No tots els grecs acceptaven el model geocèntric. S'ha esmentat ja el sistema pitagòric: alguns pitagòrics creien que la Terra era un de diversos planetes que giren al voltant d'un foc central. Hicetes i Ecfant de Siracusa, dos pitagòrics del segle v aC, i Heràclides Pòntic del segle iv aC, creien que la Terra girava sobre el seu eix però que romania al centre de l'univers; un sistema d'aquestes característiques es pot seguir considerant com a geocèntric, i Jean Buridan el va reviscolar a l'edat mitjana. De vegades també es diu que Heràclides Pòntic afirmà que tant Venus com Mercuri giraven al voltant del Sol i no de la Terra, però no n'hi ha proves clares. Marcià Capel·la va col·locar clarament Mercuri i Venus en epicicles al voltant del Sol.
Aristarc de Samos fou el més radical; va escriure una obra, que no ha perdurat, sobre l'heliocentrisme, dient que el Sol era al centre de l'univers mentre que la Terra i els altres planetes hi orbitaven. Aquesta teoria no fou gaire popular i només se'n coneix un seguidor, Seleuc de Selèucida.

### Astronimia islàmica i el sistema Maragha
Article principal: Astronomia Àrab
Els astrònoms islàmics varen acceptar el sistema geocèntric que presentava Ptolemeu, però en el segle x es van començar a distribuir i publicar textos on es posava en dubte el sistema que va proposar en Ptolemeu (Shukūk). Diversos científics, savis i erudits musulmans van qüestionar la immobilitat de la Terra i el seu paper com a centre de l'univers. Alguns astrònoms musulmans van creure que la Terra girava al voltant del seu eix, com Abu Sa'aneu al-Sijzi (circa 1020). Segons Al-Biruni, Sijzi va inventar un astrolabi anomenat al-zūraqī basat en una creença sostinguda pels savis de l'època «que el moviment que veiem és degut al moviment de la Terra i no al del cel». La prevalença d'aquest punt de vista és confirmada per una referència del segle xiii  que diu: 
| Segons els geòmetres (muhandisīn), la Terra està en constant moviment circular, i el que pareix ser el moviment dels cels és en realitat degut al moviment de la Terra i no al de les estrelles. |

A inicis del segle xi , Alhacén va redactar una crítica contundent del model de Ptolemeu en Dubtes sobre Ptolemeu (c. 1028), s'ha arribat a la conclusió entre alguns historiadors i científics que criticava la idea del geocentrisme com a tal, encara que molts d'altres consideren que el que critica són els detalls e inconsistències del model però no el seu geocentrisme.
Al segle xii , Azarquiel es va separar de la idea grega dels moviments circulars uniformes al hipotetitzar que el planeta Mercuri es movia en una òrbita el·líptica, mentre que Alpetragio va proposar un model planetari que abandonava els mecanismes d'equants, epicicles i deferents, encara que això va donar lloc a un sistema que era matemàticament menys precís. Alpetragio també va declarar al model ptolemaic com a un model imaginari que era precís a l'hora de predir les posicions dels astres però no pas les posicions reals o les físiques. El seu sistema alternatiu es va estendre per la major part d'Europa durant el segle xiii.
Fakhr al-Din al-Razi (1149-1209), en tractar la seva concepció de la física i el món físic en el seu llibre Matalib, va negar la noció aristotèlica i Avicenna de la posició de la terra com a centre de l'univers, va argumentar que hi ha «milers de mons (alfa alfi 'awalim) més enllà d'aquest món, de manera que cadascun d'aquests mons pugui ser més gran i més enorme que aquest món, així com tenir el mateix del qual aquest món té». I va citar el versicle alcorànic «Tota lloança pertany a Déu, Senyor dels Mons», resaltar com enfatitza el terme «Mons» i no nomes «Mon»
La revolució Maragha fa referència a la revolució de l'escola de Maragheh (actual Iran) contra l'astronomia ptolemaica. L'escola de Maragha era una tradició astronòmica iniciada a l'observatori de Maragheh i continuada pels astrònoms de Damasc i Samarcanda. Com els seus antecessors andalusins, els astrònoms Maragha van intentar solucionar el problema dels equants i desenvolupar configuracions alternatives al model ptolemaic, i van tenir més èxit que aquells en crear configuracions no ptolemaiques que eliminaven l'equant i l'excèntric, van ser més exactes en la predicció numèrica de posicions planetàries i van acostar-se més a les observacions empíriques. Alguns dels astrònoms de Maragha més importants foren Mo'ayyeduddin Urdi (mort el 1266), Nassir-ad-Din at-Tussí (1201-1274), 'Umar al-Katibi al-Qazwini (mort el 1277), Qutb al-Din al-Shirazi (1236-1311), Sadr al-Sharia al-Bukhari (mort cap al 1347), Ibn al-Shatir (1304-1375), Ali Qushjí (mort cap al 1474), Al-Birjandi (mort el 1525) i Xams al-Din al-Khafri (mort el 1550).
Ibn Al-Shatir, l'astrònom damasquí (1304-1375), va escriure una important obra de títol Kitab Nihayat al-Sul fi Tashih al-Usul ("Una investigació definitiva quant a la rectificació de la teoria planetària") sobre una teoria que es desviava considerablement del sistema ptolemaic conegut a l'època. En el seu llibre Ibn al-Shatir, an Arab astronomer of the fourteenth century ("Ibn al-Shatir, astrònom àrab del segle xiv"), E.S. Kennedy escrigué: "el que és més interessant, però, és que la teoria lunar d'Ibn al-Shatir, tret de diferències trivials en els paràmetres, és idèntica a la de Copèrnic (1473-1543)". La descoberta que els models d'Ibn al-Shatir són matemàticament idèntics als de Copèrnic plantejava l'interessant tema d'una possible transmissió d'aquests models a Europa.
Malgrat això, l'escola de Maraghe mai va poder produir el canvi de paradigma del geocentrisme clàssic a l'heliocentrisme. La influència de l'escola Maraghe en Copèrnic continua sent objecte de debat, ja que no hi ha proves documentals que la demostrin. La possibilitat que Copèrnic desenvolupés de manera independent l'acobli Tusi queda oberta, pel fet que cap investigador ha demostrat que conegués el treball de Tusi o el de l'escola Maraghe.

### Sistema copernicà
El 1543, el sistema geocèntric es va enfrontar amb el seu primer competidor seriós amb la publicació de De revolutionibus orbium coelestium, de Nicolau Copèrnic, en què es postulava que la Terra i els altres planetes giraven al voltant del Sol. El sistema geocèntric, però, encara va estar en vigor durant molts anys, ja que, a l'època, el sistema copernicà no oferia prediccions millors que les del geocentrisme, i plantejava problemes tant a la filosofia natural com a les Escriptures.
Amb la invenció del telescopi el 1609, les observacions fetes principalment per Galileo Galilei, com ara la que Júpiter té llunes, van posar en dubte alguns dels principis del geocentrisme, tot i que no representaven una amenaça seriosa.

Fases de Venus

El desembre de 1610, Galileu observà amb el seu telescopi que, igual que la Lluna, Venus mostrava totes les fases. Aquesta característica era incompatible amb el sistema ptolemaic, però era una conseqüència natural del sistema heliocèntric.
Ptolemeu havia situat el deferent i l'epicicle de Venus completament dins l'esfera del Sol (entre el Sol i Mercuri), però això era totalment arbitrari; també podia haver intercanviat els dos planetes posant-los a l'altra banda del Sol, o fer-ne qualsevol altra combinació mentre es trobessin sempre prop d'una línia entre la Terra i el Sol. En aquest cas, si el Sol és l'origen de tota la llum, i seguint el sistema ptolemaic:
- Si Venus és entre la Terra i el Sol, la fase de Venus ha de ser sempre creixent (menys del 50% il·luminat) o nova.
- Si Venus és més enllà del Sol, la fase de Venus ha de ser sempre minvant (més del 50% il·luminat) o plena.

Sistema de Tycho Brahe. Els objectes amb òrbites en blau (el Sol i la Lluna) giren al voltant de la Terra, mentre que les òrbites en taronja (Mercuri, Venus, Mart, Júpiter i Saturn) corresponen als que ho fan al voltant del Sol

Galileu, però, va veure Venus primer petit i en fase plena, i després gran i en fase creixent; els astrònoms de l'època van considerar que, si aquestes observacions es confirmaven, això seria totalment incompatible amb la cosmologia ptolemaica. Com a resultat, la competició de dècades posteriors entre cosmologies astronòmiques es va centrar en variacions del sistema de Tycho Brahe (en el qual la Terra segueix al centre de l'univers, i el Sol i la Lluna giren al seu voltant, però la resta dels planetes orbiten al voltant del Sol en un gran conjunt d'epicicles), o en variacions del sistema copernicà.
Sovint es diu que el model heliocèntric de Nicolau Copèrnic va invalidar el model de Claudi Ptolemeu. És interessant el que escriu el físic Stephen Hawking al respecte:
| « | aquesta conclusió és falsa. […] Hom pot utilitzar qualsevol de les dues descripcions [la de Ptolemeu o la de Copèrnic] com a model de l'univers. Amb independència de les nostres suposicions sobre quin és el cos, la Terra o el Sol, que està en repòs, ambdues teories expliquen les observacions celestes. Malgrat de la seva importància en els debats filosòfics sobre la natura de l'univers, l'únic avantatge del sistema copernicà resideix en el fet que les equacions són molt més senzilles si elegim com a sistema de referència aquell en el que el Sol està en repòs. | » |

## Gravitació
Johannes Kepler, després d'analitzar les observacions de Tycho Brahe, construí les seves tres lleis el 1609 i el 1619, basant-se en una visió heliocèntrica en què els planetes es mouen en trajectòries el·líptiques. Utilitzant aquestes lleis, fou el primer astrònom que predigué correctament un trànsit de Venus (el de l'any 1631).
El 1687, Isaac Newton desenvolupà la seva llei de la gravitació universal, que introduí la gravetat com la força que manté tant la Terra com els planetes movent-se en el cel i evita que l'atmosfera s'escapi a l'espai; això va possibilitar que els científics construïssin ràpidament un model heliocèntric plausible per al sistema solar.
El 1838, l'astrònom Friedrich Wilhelm Bessel va mesurar correctament la paral·laxi de l'estrella 61 Cygni, refutant així l'afirmació de Ptolemeu que la paral·laxi no existia.
Un marc geocèntric és útil per a moltes activitats quotidianes i la majoria d'experiments de laboratori, però no és tan encertat utilitzar-lo per a mecànica del sistema solar i viatges espacials, en què és més útil utilitzar-ne un d'heliocèntric. En canvi, l'astronomia galàctica i extragalàctica se simplifica si el Sol no es considera ni immòbil ni al centre de l'univers, sinó girant al voltant del centre de la Via Làctia.

## Geocentrisme actual
Alguns seguidors de determinades religions interpreten les escriptures sagrades literalment, i afirmen que la Terra és el centre físic de l'univers. Això fa necessari que sigui el Sol el que giri al voltant de la Terra, i no al contrari, perquè si la Terra es mogués no podria ser contínuament al centre de l'univers; això es coneix com a geocentrisme modern. Els astròlegs, independentment que creguin o no en el geocentrisme com a principi, segueixen utilitzant-lo també en els seus càlculs.
L'associació contemporània Association for Biblical Astronomy, dirigida pel físic Dr. Gerhardus Bouw, sosté una versió modificada del model de Tycho Brahe, que anomenen "geocentricitat", però la majoria dels grups religiosos de l'actualitat accepten el model heliocèntric. En un estudi, el Dr. Jon D. Miller de la Northwestern University, (Chicago, Illinois), expert en el nivell de comprensió de la ciència i la tecnologia del públic en general, va descobrir que, avui dia, un 20% dels americans creu que el Sol gira al voltant de la Terra.

### Planetaris
El model geocèntric (ptolemaic) del sistema solar segueix sent d'interès per als fabricants de planetaris, ja que, per raons tècniques, el moviment de tipus ptolemaic té alguns avantatges sobre el copernicà pel que fa als aparells que generen la llum dels planetes. L'esfera celeste, utilitzada en educació, i de vegades en navegació, també es basa en un sistema geocèntric.

## Ciència-ficció
La ciència-ficció d'història alternativa ha produït una certa quantitat de literatura interessant basant-se en la idea que Terres i universos alternatius podrien tenir lleis físiques i cosmològiques que són en essència ptolemaiques i aristotèliques. Aquesta subcategoria s'inicià amb el relat Sail On! Sail On! (1952), de Philip José Farmer, en el qual Colom té accés a la tecnologia de ràdio i navega més enllà del final de la Terra (plana), en comptes de descobrir les Amèriques, en el seu univers geocèntric alternatiu de 1492.
Celestial Matters (1996), de Richard Garfinkle, es desenvolupa en un cosmos geocèntric més elaborat, en què la Terra està dividida per dues faccions en lluita que poden volar dins d'un univers alternatiu basat en l'astronomia ptolemaica, la física aristotèlica i el pensament daoista. Malauradament, les dues superpotències porten lluitant mil anys en una guerra, des dels temps d'Alexandre Magne.